# Xavier Barcons
Xavier Barcons Jauregui, né en 1959 à L'Hospitalet de Llobregat (Catalogne, Espagne), est un astronome espagnol.
Il est, depuis le 1er septembre 2017, le directeur général de l'Observatoire européen austral (ESO).

## Biographie

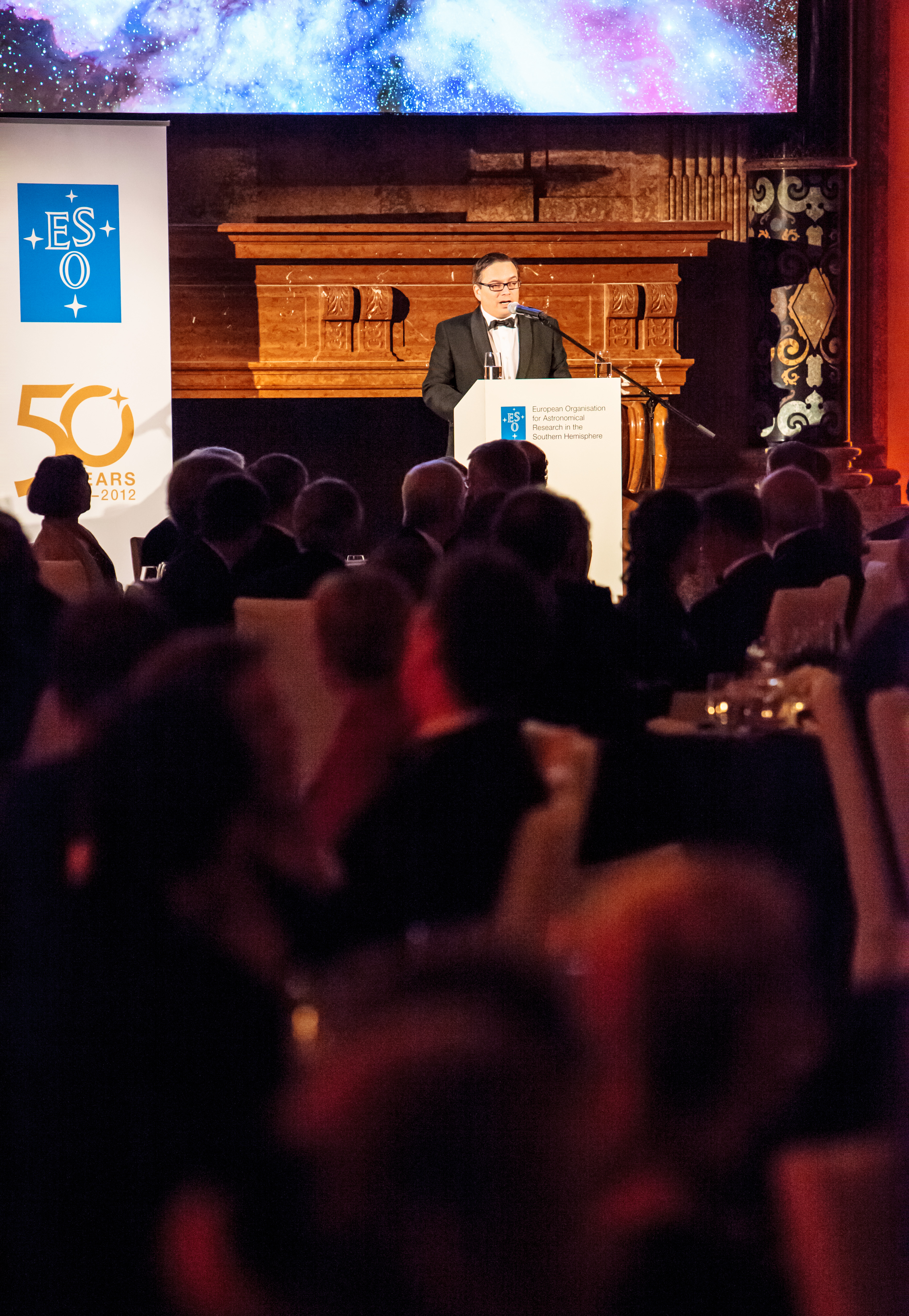
Xavier Barcons lors du gala du cinquantième anniversaire de l'ESO.

Xavier Barcons Jauregui naît en 1959 à L'Hospitalet de Llobregat, en Catalogne (Espagne). Il est de nationalité espagnole.
Il est diplômé de l'Université de Cantabrie à Santander puis obtient un doctorat à l'Université de Barcelone. Il a principalement abordé l'astronomie, les quasars et le milieu intergalactique. Il a participé aux projets radio XMM-Newton, IXO (annulé) et ATHENA (à venir).
Il travaille à l'Observatoire européen austral depuis 2007. De 2012 à 2014, il en est le président du conseil d'administration puis, à partir du 1er septembre 2017, il en est le directeur général,.
Xavier Barcons est marié et a deux enfants.

## Honneur
L'astéroïde (327943) Xavierbarcons est nommé en son honneur.